# MoonShell
MoonShell è un riproduttore multimediale homebrew per Nintendo DS e PSP. Si tratta di uno dei più famosi software amatoriali dedicati alla console della Nintendo.
Il lettore supporta file video DPG, MP3 / Ogg / MOD / CPS / MDX (no PCM) / GBS / HES / NSF / XM / MIDI / WMA / bassa velocità di bit audio AAC / immagini non-progressive JPEG / BMP / GIF / PNG, e file di testo.
MoonShell riproduce video a 20fps e video widescreen a 24fps, con un suono stereo (sample rate 32,768 kHz) nel formato apposito DPG formato da MPEG1 e MPEG2.
Sono utilizzati entrambi gli schermi della console, quello inferiore consente la selezione di file e di controllo tramite touch screen.
Per aggiungere nuove funzionalità, basta inserire i plug-in nella cartella appropriata.
Al fine di un corretto funzionamento i plug-in più importanti sono distribuiti con il software.
MoonShell è incluso come lettore multimediale di default nelle flashcard N-Card, R4 DS, EDGE, CycloDS, AceKard, i-cheat XTRA e M3 DS Simply.